# كورتيس ليبير
كورتيس ليبير (بالإنجليزية: Curtis Leeper)‏ هو لاعب كرة قدم أمريكي في مركز الهجوم، ولد في 28 ديسمبر 1955 في لبنان في الولايات المتحدة. لعب مع فورت لودردايل سترايكرز ولوس أنجلوس لايزرز.